# Celiptera alvina
Celiptera alvina är en fjärilsart som beskrevs av Achille Guenée 1852. Celiptera alvina ingår i släktet Celiptera och familjen nattflyn. Inga underarter finns listade i Catalogue of Life.